# Chlorophorus agnatus
Chlorophorus agnatus là một loài bọ cánh cứng trong họ Cerambycidae.